# Аделін д'Ермі
Аделін Д'Ермі (фр. Adeline d'Hermy; 11 квітня, 1987, Буа-Бернар, Франція) — французька акторка.

## Вибіркова фільмографія
- Ів Сен-Лоран (2013)
- Мерілін (2017)